# Flirt
Flirt és una coproducció cinematogràfica entre els Estats Units, Alemanya i el Japó de 1995, la cinquena pel·lícula dirigida per Hal Hartley.
És una trilogia de tres històries; la primera succeeix a Nova York, la segona a Berlín i la tercera a Tòquio, i en cadascuna hi ha el mateix diàleg. La situació també és idèntica a totes tres ciutats: un amant que ha de decidir si comprometre's o no amb la seva parella, que torna a casa. El que les diferencia entre si és l'escenari i les relacions sexuals establertes entre els personatges.
Tracta de l'amor i el flirteig amorós, però també de la traïció, i Hartley hi experimenta amb l'estructura de la pel·lícula. Malgrat enginyoses variacions del primer segment, alguns crítics van considerar-la avorrida i pretensiosa atesa la seva extrema auto-reflexió i natura esquemàtica.
La cinta està gravada en anglès, alemany i japonès, i es va emetre per primer cop a TV3 en català el 19 de març del 2001.

## Repartiment
- Martin Donovan: Walter
- Erica Gimpel: infermera
- Michael Imperioli: Michael
- Holt McCallany: cambrer
- Harold Perrineau
- Parker Posey: Emily
- Bill Sage: Bill
- Dwight Ewell: Dwight
- José Zúñiga: taxista
- Miho Nikaido: Miho
- Hal Hartley: Hal

## Localitzacions
- Berlín (Alemanya)
- Nova York (Estats Units)
- Tòquio (Japó)